# 庆元路
庆元路，元朝时设置的路。

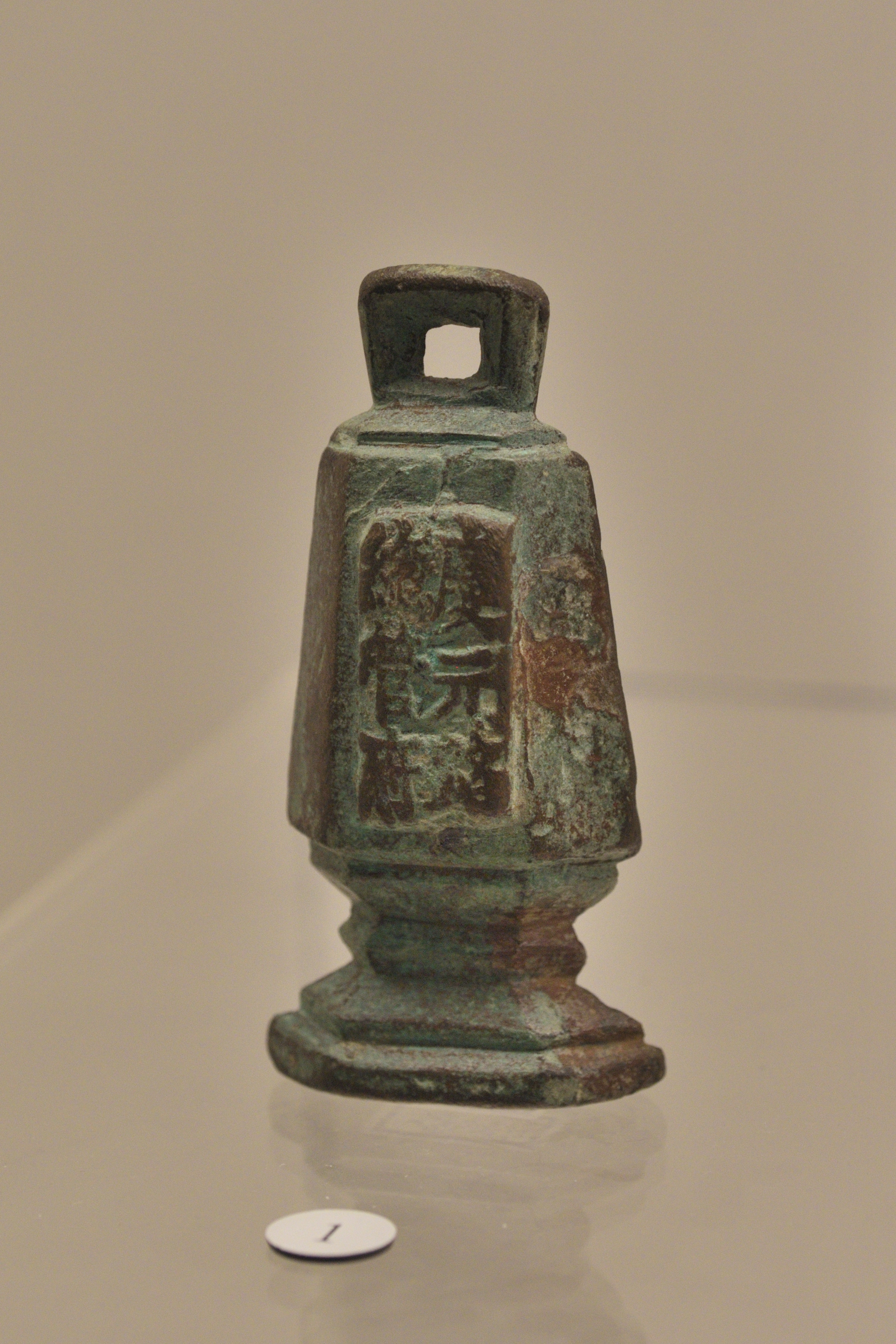
庆元路总管府印

至元十四年（1277年）升庆元府置，治所在鄞县（今浙江省宁波市境）。属江浙等处行中书省。下领司一、州二（奉化州、昌国州）、县四（鄞县、象山县、慈溪县、定海县）。辖境相当今浙江省舟山市大部、余姚市和慈溪市东部、宁波市区等区域。大德六年（1302年）为浙东道宣慰司治。至正二十七年（1367年），朱元璋政权改为明州府。